# إيفانا جيلتشيتش
إيفانا جيلتشيتش (بالكرواتية: Ivana Jelčić) مواليد 16 مارس 1980 في موستار، البوسنة والهرسك، هي لاعبة كرة يد كرواتية تلعب كحارس مرمى. مثلت منتخب كرواتيا لكرة اليد للسيدات. شاركت في دورة الألعاب الأولمبية الصيفية سنة 2012.

## سجل المنافسة
شاركت في البطولات التالية:
- الألعاب الأولمبية الصيفية 2012
- بطولة العالم لكرة اليد للسيدات 2011
- بطولة أوروبا لكرة اليد للسيدات 2012
- بطولة أوروبا لكرة اليد للسيدات 2014

## روابط خارجية
- إيفانا جيلتشيتش على موقع أوليمبيديا (الإنجليزية)